# Uncanned! The Best of Canned Heat
Uncanned! The Best of Canned Heat è un doppio album dei Canned Heat pubblicato nel 1994.

## Tracce

### Disco uno
1. On the Road Again (Alternate Version) (Floyd Jones / Alan Wilson) – 7:05
2. Nine Below Zero (Sonny Boy Williamson) – 4:08
3. TV Mama (Lou Willie Turner) – 6:21
4. Rollin' and Tumblin' (M. Morganfield) – 3:05
5. Bullfrog Blues (Hite, Jr./Wilson/Taylor/Vestine/Cook) – 2:17
6. Evil Is Going On (Willie Dixon) – 2:20
7. Goin' Down Slow (St. Louis Jimmy Oden) – 3:43
8. Dust My Broom (Robert Johnson/Elmore James) – 3:14
9. Help Me (Sonny Boy Williamson I/R.basso) – 3:07
10. The Story of My Life (E. Jones) – 3:38
11. The Hunter (Steve Cropper/Donald "Duck" Dunn/Al Jackson, Jr./Booker T. Jones/Junior Wells) – 3:37
12. Whiskey and Wimmen' (John Lee Hooker) – 3:59
13. Shake, Rattle and Roll (Charles Calhoun) – 2:42
14. Mean Old World (Walter Jacobs) – 3:26
15. Fannie Mae (Brown/Robinson/Lewis) – 3:06
16. Gotta Boogie (The World Boogie) (Canned Heat) – 9:55
17. My Crime (Canned Heat) – 3:57
18. On the Road Again (Floyd Jones/Alan Wilson) – 4:59

### Disco due
1. Evil Woman (Larry Weiss) – 2:59
2. Amphetamine Annie (Canned Heat) – 3:56
3. An Owl Song (Alan Wilson) – 2:43
4. Terraplane Blues (Robert Johnson) – 3:21
5. Christmas Blues (alternate take) (De La Parra/Vestine/Wilson/Hite, Jr.) – 7:34
6. Going Up the Country (Alan Wilson) – 2:50
7. Time Was (Alan Wilson) – 3:36
8. Low Down (And High Up) (Hite, Jr./Wilson/Vestine/Taylor/De La Parra) – 2:50
9. Same All Over (Canned Heat) – 2:49
10. Big Fat (The Fat Man) (Fats Domino/Dave Bartholomew, adapted by Robert Hite, Jr.) – 1:58
11. It's All Right (John Lee Hooker) – 5:35
12. Poor Moon (Alan Wilson) – 3:24
13. Sugar Bee (Eddie Shuler) – 2:36
14. Shake It and Break It (Alan Wilson) – 2:31
15. Future Blues (Hite, Jr./Wilson/Mandel/Taylor/De La Parra) – 2:58
16. Let's Work Together (Let's Stick Together) (Wilbert Harrison) – 3:11
17. Wooly Bully (Domingo Samudio) – 2:30
18. Human Condition (Canned Heat) – 5:24
19. Long Way from L.A. (Jud Baker) – 3:04
20. Hill's Stomp (Joel Scott Hill) – 3:01
21. Rockin' with the King (Skip Taylor/Little Richard) – 3:15
22. Harley Davidson Blues (James Shane) – 2:33
23. Rock & Roll Music (Richard J. Hite, Jr.) – 2:27